# Niedersächsischer Medienpreis
Der Niedersächsische Medienpreis wird seit 1995 alljährlich von der Niedersächsischen Landesmedienanstalt (NLM) für herausragende journalistische und kreative Leistungen im Hörfunk und seit 2012 auch im Fernsehen vergeben. Bis 2011 hieß der Preis Niedersächsischer Hörfunkpreis und ist 2012 in Niedersächsischer Medienpreis umbenannt worden. Die NLM möchte auf diesem Weg die Medienvielfalt und publizistische Qualität im niedersächsischen Rundfunk anerkennen, fördern und anregen. 
Beteiligen können sich Mitarbeiter von in Niedersachsen empfangbaren privaten Hörfunksendern, zugelassenen Bürgerradios, Internetradios mit Redaktionssitz in Niedersachsen und von in Niedersachsen zugelassenen privaten lokalen, regionalen und landesweiten Fernsehveranstaltern und lizenziertem Bürgerfernsehen.  Zusätzlich haben niedersächsische Schüler Gelegenheit, sich mit ihren im Internet veröffentlichten Hörfunkbeiträgen zu bewerben. Damit möchte die NLM auch einen Beitrag zur Förderung von Medienkompetenz leisten. 
Die Preisverleihung findet jedes Jahr in Hannover im Rahmen einer festlichen Abendveranstaltung unter der Schirmherrschaft des Niedersächsischen Ministerpräsidenten statt.
Der Niedersächsische Medienpreis 2019 war mit insgesamt 14.000,- EUR dotiert. Zusätzlich wurden eine Skulptur und eine Urkunde überreicht. Die Gewinner der beiden Förderpreise bekamen außerdem eine „Medien-Reise“ für zwei Personen nach London auf Einladung von BBC World News und zum anderen ein Praktikumsaufenthalt bei RTL in Köln. 